# Rohrschwirl

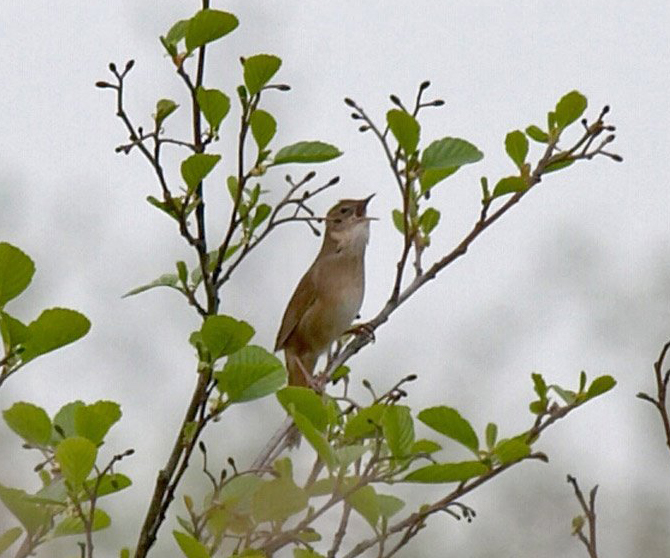
Singender Rohrschwirl

Der Rohrschwirl (Locustella luscinioides) ist ein Singvogel aus der Familie der Schwirlverwandten (Locustellidae). Es werden drei Unterarten unterschieden. Er ist in Mitteleuropa ein verbreiteter, lokal häufiger Brut- und Sommervogel.

## Merkmale
Der Rohrschwirl wird 14 cm lang und 12–24 g schwer. Der Schwanz ist breit, abgerundet und deutlich gestuft. Das Federkleid ist weitgehend braun und ungemustert. Der Überaugenstreif ist undeutlich und kurz.

## Verbreitung

Verbreitung des Rohrschwirls:
Brutgebiete
Migration
Überwinterungsgebiete

Der Rohrschwirl kommt von Westeuropa und dem Nordwesten Afrikas bis zum Ural vor. Ein davon abgetrenntes Teilareal reicht von der Fußregion mittelasiatischer Gebirge im Westen Kasachstans und Turkmeniens bis zum Ob, dem Nordwesten der Mongolei und dem Westen von Tian Shan. Sein Verbreitungsgebiet weist in mittleren und südlichen Breiten Europas einschließlich Nordwestafrikas und Vorderasiens zum Teil größere Verbreitungslücken auf.

## Wanderungen
Der Rohrschwirl ist ein nachts ziehender Langstreckenzieher, dessen wichtigste Überwinterungsgebiete zwischen dem Südrand der Sahara und dem Nordrand des geschlossenen Regenwalds in Afrika liegen. Westeuropäische Brutvögel wandern in südsüdwestlicher Richtung ab, mitteleuropäische und osteuropäische Brutvögel dagegen ziehen in südöstlicher Richtung. Der Höhepunkt des Wegzugs fällt in Mitteleuropa auf die ersten Augustwochen. Nachzügler können vereinzelt bis in den Oktober beobachtet werden. In ihre mitteleuropäischen Brutgebiete kehren Rohrschwirle überwiegend im Lauf des Aprils zurück.

## Lebensraum
Der Rohrschwirl braucht ausgedehnte wasserständige Verlandungszonen in nährstoffreichen Seen und Mooren. Dort dient ihm altes Röhricht als Singwarte. Stark verbuschte Flächen meidet er, auch wenn das Gebiet seinen sonstigen Ansprüchen genügt. Beispiele für Rohrschwirlareale sind Großseggenriede, die mit etwas Schilf oder Rohrkolben durchwachsen sind, Schilfröhrichte mit Unterwuchs wie Seggen, Rohrkolben und Wasserschwaden. Auf dem Durchzug hält er sich in ähnlichen Biotopen auf, nutzt aber auch Krautfluren und sogar Getreidefelder.

## Verhalten
Der Rohrschwirl lebt weniger versteckt als der Feldschwirl. Er ruft bei Störung kurz „zik“, am Nest „pit“. Der Gesang ist deutlich tiefer als der des Feldschwirls und hat kürzere Strophen, die oft mit kürzeren, sich beschleunigenden Elementen eingeleitet werden: „tik tiktiktik…örr“. Wenn der Rohrschwirl sich erschreckt, fällt er in eine Pfahlstellung mit nach oben überstrecktem Hals und in den Boden gedrücktem Schwanz.

## Nahrung
Der Rohrschwirl sucht nach Insekten und Spinnen im Reet, dabei klettert er, häufig mit Flügelunterstützung, schräg die Halme hinauf oder sitzt gegrätscht zwischen zwei Halmen.

## Fortpflanzung

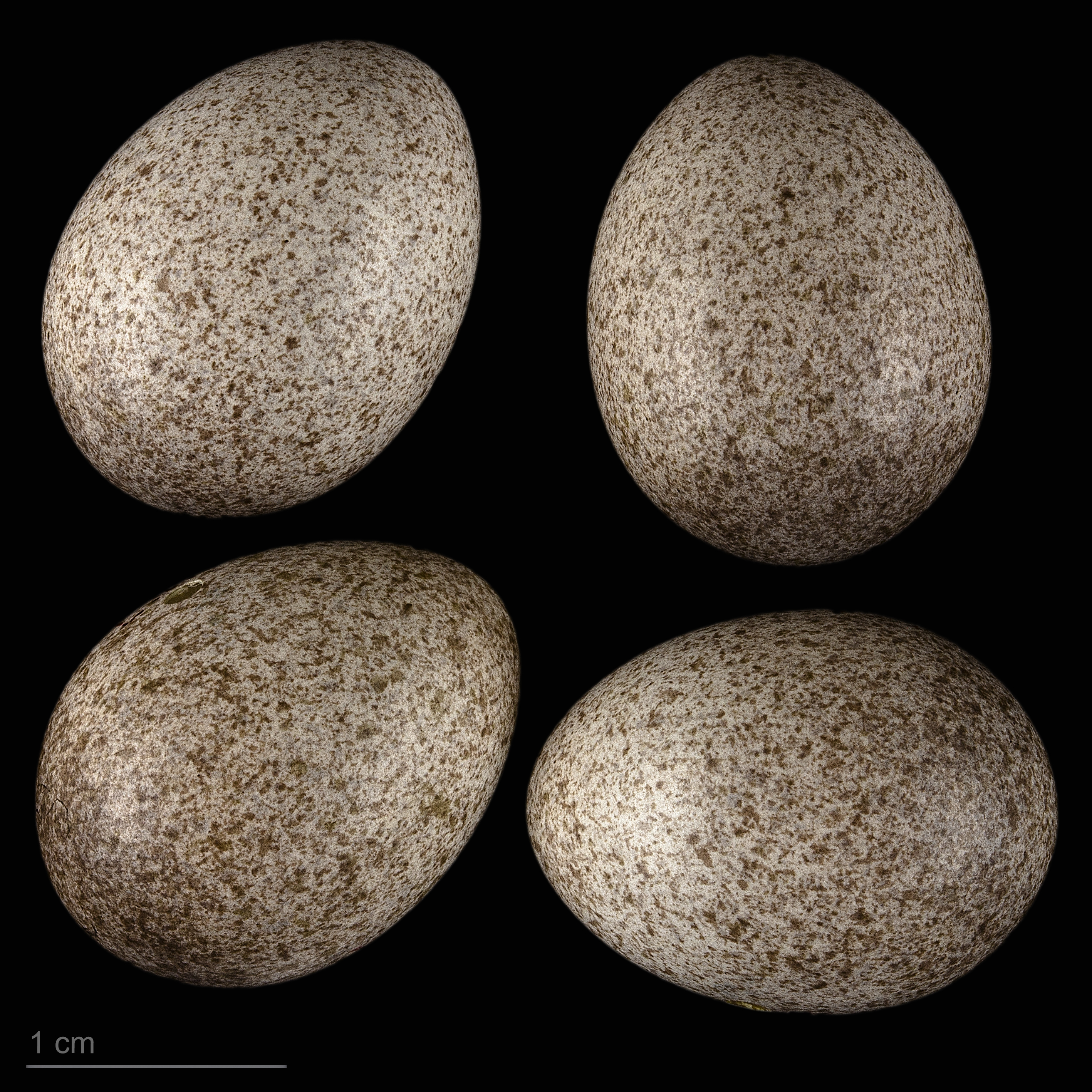
Locustella luscinioides, Sammlung Museum von Toulouse

Der Rohrschwirl brütet zweimal von Mai bis Juni in ausgedehnten Verlandungszonen von Gewässern mit Schilf, Rohrkolben und Binsen. Er baut ein großes, teilweise überdachtes Nest aus Halmen und Schilfblättern in dichtem Schilfbestand knapp über dem Wasser.

## Bestand
Der europäische Bestand wird auf 530.000 bis 800.000 Brutpaare geschätzt. Die größten Populationen kommen mit 360.000 bis 480.000 Brutpaaren in Rumänien vor. Russland weist 50.000 bis 100.000 und die Ukraine zwischen 55.000 und 75.000 Brutpaare auf. Der mitteleuropäische Brutpaarbestand wird auf 31.000 bis 75.000 Brutpaare geschätzt. In Deutschland kommen etwa 3300 bis 7500 Brutpaare vor, in Österreich sind es 1700 bis 2400 und in der Schweiz zwischen 250 und 300 Paare. Grundsätzlich sind beträchtliche kleinräumige und kurzfristige Bestandsschwankungen für diese Art typisch. Teilweise haben seit den 1960er und 1970er Jahren Habitatzerstörungen durch die Trockenlegung von Feuchtgebieten zu regionalen Bestandseinbrüchen und sogar zum Erlöschen einzelner Vorkommen geführt. Im Norden und Osten Mitteleuropas sind jedoch die Populationszahlen ebenso gestiegen wie in Osteuropa und im Baltikum. Infolge geringerer Nutzung der Schilfbestände durch Mahd und damit einer stärkeren Alterung der Schilfbestände hat sich beispielsweise eine Bestandssteigerung am Neusiedlersee ergeben, was zu einem der bedeutendsten europäischen Brutplätze führt. Dort kommen zwischen 3000 und 5000 Brutpaare vor.

## Trivia
Der Asteroid des äußeren Hauptgürtels (8960) Luscinioides ist nach dem Rohrschwirl benannt (wissenschaftlicher Name: Locustella luscinioides). Zum Zeitpunkt der Benennung des Asteroiden am 2. Februar 1999 befand sich der Rohrschwirl auf der niederländischen Roten Liste gefährdeter Arten.